# Индустриална дървесина
Индустриалната дървесина, още известна като композитна дървесина, е съставен материал.
Произвежда се от частици от естествена дървесина, дървесни влакна, фурнирни парчета и други материали от растителен произход, които се свързват заедно с помощта на синтетични смоли и лепила, създавайки композити.
Индустриалната дървесина намира най-различни приложения в промишлеността и строителството. Предоставя широка гама от продукти, проектирани така, че да задовалят специфични нужди в промишлеността и строителството.

## Видове продукти
- Плоча от дървесни частици (ПДЧ)
- MDF (плочи от дървесни влакна)
- Фурнир
- Шперплат
- OSB

## Смоли и лепила
- Карбамидформалдехидна смола
- Фенолформалдехидна смола
- Меламинформалдехидна смола
- Полиуретан